# La Malédiction de la Momie
Cet article concerne le film de Leslie Goodwins. Pour le film de Russell Mulcahy, voir La Malédiction de la momie.
Pour les articles homonymes, voir La Malédiction de la momie.
Pour plus de détails, voir Fiche technique et Distribution.
La Malédiction de la Momie (The Mummy's Curse) est un film américain réalisé par Leslie Goodwins, sorti en 1944. Ceci est la suite du film Le Fantôme de la Momie.
Il fait partie de la série des Universal Monsters.

## Résumé
La Southern Engineering Company tente de drainer le marais local pour le bien public. Cependant, les efforts sont entravés par les superstitions des travailleurs, qui croient que la région est hantée par la momie et son épouse.
Deux représentants du Scripps Museum, le Dr James Halsey (Dennis Moore) et le Dr Ilzor Zandaab (Peter Coe), arrivent sur les lieux et présentent leurs lettres de créance au chef du projet, Pat Walsh (Addison Richards). Ils sont venus chercher les momies disparues, enterrées dans le marais des années plus tôt. Leur conversation est interrompue par la nouvelle qu'un ouvrier a été assassiné dans les marais. Les preuves sur les lieux convainc Halsey que le meurtrier a trouvé la momie de Kharis.
Plus tard dans la soirée, Zandaab se faufile dans le marais et rencontre Ragheb (Martin Kosleck). Ragheb est un disciple de la secte Arkam, et Zandaab est secrètement un grand prêtre. Le disciple a tué l'ouvrier qui a déterré Kharis et a emmené le monstre immobile dans un monastère désert.
Zandaab explique la légende de Kharis et Ananka à Ragheb alors qu'il prépare les feuilles de tana, donnant des instructions sur leur utilisation. L'ancien sacristain du monastère (William Farnum) s'immisce dans leur rituel et est rapidement exécuté par un Kharis ressuscité.
Pendant ce temps, la momie d'Ananka (Virginie Christine) sort du marais après avoir été partiellement découverte par un bulldozer lors des fouilles. Elle se plonge dans un étang et la boue est emportée, révélant une jeune femme séduisante.
Cajun Joe ( Kurt Katch ) trouve la fille errant sans relâche dans les marais, appelant le nom "Kharis". Il l'emmène chez Tante Berthe (Ann Codee), la propriétaire du pub local, qui aide la fille. Plus tard, Kharis la retrouve là-bas et assassine Berthe, alors qu'Ananka s'enfuit dans la nuit.
Ananka est bientôt retrouvée inconsciente au bord de la route par Halsey et Betty Walsh (Kay Harding), la nièce de Pat Walsh. Alors qu'elle est sous leurs soins et bien qu'elle souffre apparemment d'amnésie, la jeune fille affiche une incroyable connaissance de l'Égypte ancienne . Son séjour au camp de Halsey est de nouveau interrompu par l'apparition de Kharis, et le gentil médecin, le Dr Cooper (Holmes Herbert), est tué. Elle prend de nouveau la fuite, et Halsey et les autres partent à sa recherche.
Fuyant le monstre après qu'il a attaqué et tué Cajun Joe, elle arrive à la tente de Betty pour trouver refuge. Cependant, Kharis n'est pas loin derrière. Il entre dans la tente et emporte sa princesse, laissant Betty horrifiée indemne.
Betty demande à Ragheb de l'aider à trouver le Dr Halsey. Le disciple perfide a d'autres idées et l'emmène au monastère à la place. Zandaab, ayant déjà administré le liquide tana à la jeune Ananka, est furieux de voir Ragheb faire des avances sur Betty. Il ordonne sa mort, mais Ragheb le tue à la place. Halsey arrive, les traquant du camp après avoir trouvé la tente de Betty détruite. Une lutte s'ensuit entre Ragheb et Halsey, jusqu'à ce que Kharis intervienne. La créature, sentant la trahison de Ragheb, s'avance sur son ancien allié.
S'enfermant dans une pièce ressemblant à une cellule, Ragheb est impuissant à faire autre chose que de regarder Kharis abattre littéralement les murs sur eux deux. Halsey, Betty et les autres trouvent les restes momifiés d'Ananka dans la pièce voisine.

## Fiche technique
- Titre original : The Mummy's Curse
- Titre français : La Malédiction de la Momie
- Réalisation : Leslie Goodwins
- Scénario : Bernard Schubert
- Direction artistique : John B. Goodman et Martin Obzina
- Décors de plateau : Victor A. Gangelin et Russell A. Gausman
- Montage : Fred R. Feitshans Jr.
- Production : Ben Pivar
- Société de production : Universal Pictures
- Distribution : Universal Pictures
- Pays d'origine :  États-Unis
- Langue originale : anglais
- Format : noir et blanc - 1.37 : 1 - Monophonique (Western Electric Recording) - 35 mm
- Genre : horreur
- Durée : 62 minutes
- Date de sortie : 
  - États-Unis : 22 décembre 1944

## Distribution
- Lon Chaney Jr. : Kharis, la momie
- Peter Coe : Dr Ilzor Zandaab
- Virginia Christine : Princesse Ananka
- Kay Harding : Betty
- Dennis Moore : Dr James Halsey
- Martin Kosleck : Ragheb
- Kurt Katch : Cajun Joe
- Addison Richards : Pat Walsh
- Holmes Herbert : Dr Cooper
- Ann Codee : Tante Berthe